# Al-Baqa'a Club
L'Al-Baqa'a Club, meglio noto come Al-Baqa'a, è una società calcistica giordana,con sede nella città di Amman.L'Al-Baqa'a venne fondato nel 1968 e disputa le gare casalinghe allo stadio Petra in tenuta bianconera.

## Palmarès

### Altri piazzamenti
- Campionato giordano:

Terzo posto: 2006-2007